# Son Wan-ho
Son Wan-ho (Changwon, 17 maggio 1988) è un giocatore di badminton sudcoreano.

## Palmarès

### Mondiali
- 1 medaglia:
  - 1 bronzo (Glasgow 2017 nel singolare)

### Sudirman Cup
- 2 medaglie:
  - 1 oro (Gold Coast 2017 a squadre miste)
  - 1 bronzo (Dongguan 2015 a squadre miste)

### Thomas Cup
- 2 medaglie:
  - 1 argento (Wuhan 2012 a squadre)
  - 1 bronzo (Kunshan 2016 a squadre)

### Giochi asiatici
- 2 medaglie:
  - 1 oro (Incheon 2014 a squadre)
  - 1 argento (Canton 2010 a squadre)

### Giochi dell'Asia orientale
- 1 medaglia:
  - 1 bronzo (Hong Kong 2009 a squadre)

### Universiadi
- 2 medaglie:
  - 1 oro (Gwangju 2015 a squadre miste)
  - 1 argento (Gwangju 2015 nel singolare)